# 漢南駅
漢南駅（ハンナムえき）は、大韓民国ソウル特別市龍山区漢南洞にある韓国鉄道公社（KORAIL）の駅。
乗り入れている路線は、線路名称上は京元線であるが、当駅には広域電鉄の京義・中央線電車のみが停車する。駅番号はK113。　

## 歴史
- 1980年4月1日 - 鉄道庁の配置簡易駅として営業開始。（龍山 - 城北間系統）
- 1992年7月25日 - 副駅名追加。
- 1997年7月10日 - 乙種委託販売所に指定。
- 2005年
  - 1月1日 - 鉄道庁の改組により韓国鉄道公社(KORAIL)の駅となる。
  - 12月15日 - 中央電鉄線営業開始。龍山 - 城北間系統廃止。駅番号をK129からK113に変更。
- 2007年12月24日 - 駅周辺にあった檀国大学校が京畿道龍仁市の竹田駅付近に移転したことに伴い、副駅名「檀国大前」削除。

## 駅構造
相対式ホーム2面2線を有する地上駅。　

### のりば
| 1 | 京義・中央線 | 龍山・弘大入口・幸信・一山・文山方面 |
| 2 | 京義・中央線 | 清凉里・徳沼・楊平・龍門方面         |

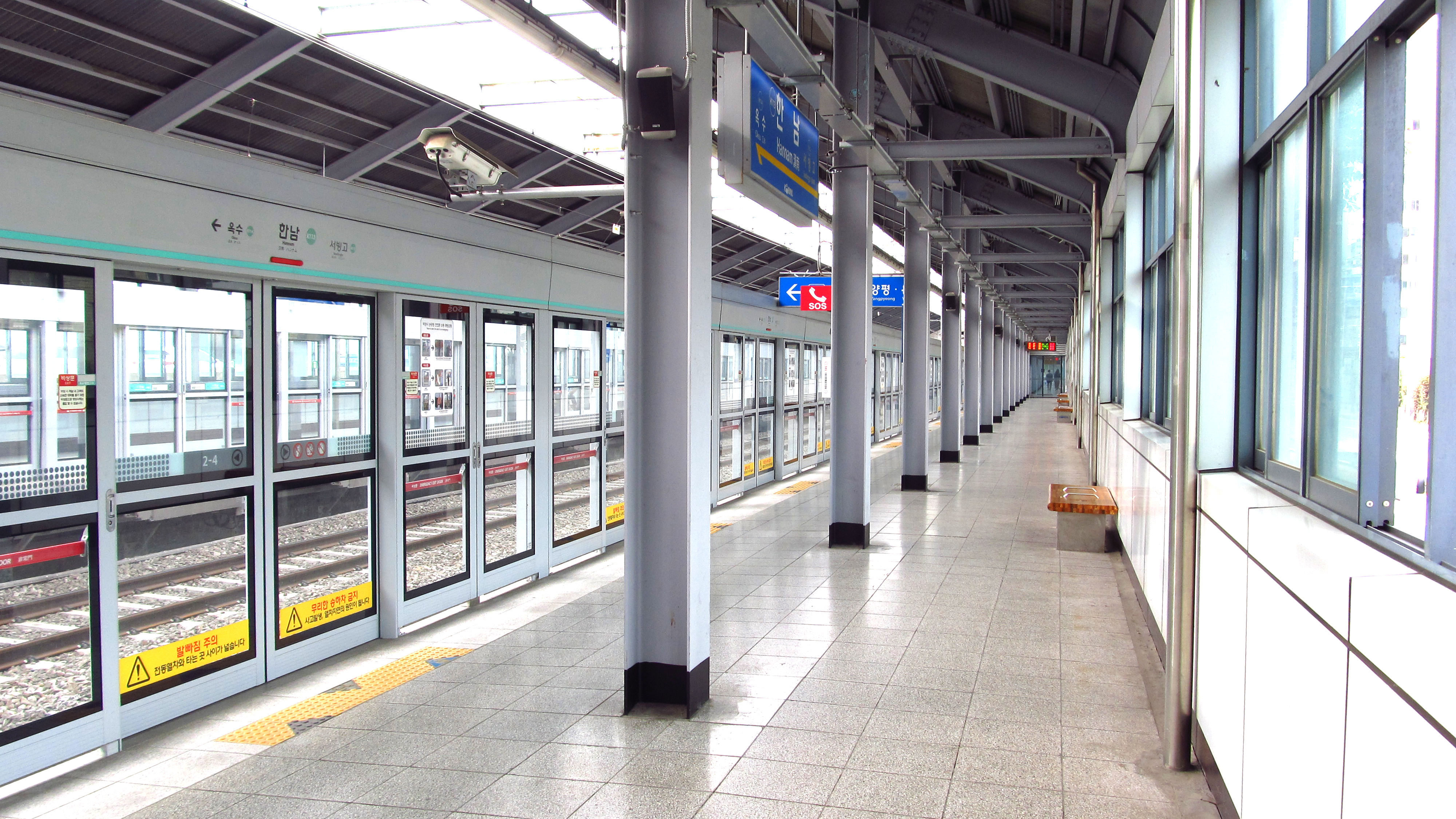
ホーム

## 利用状況
近年の1日平均利用人員推移は下記のとおり。
| 路線              | 路線     | 2000年 | 2001年 | 2002年 | 2003年 | 2004年 | 2005年 | 2006年 | 2007年 | 2008年 | 2009年 | 出典  |
| ----------------- | -------- | ------ | ------ | ------ | ------ | ------ | ------ | ------ | ------ | ------ | ------ | ----- |
| ●中央線 (●京元線) | 乗車人員 | 7,066  | 7,606  | 7,927  | 8,260  | 6,159  | 5,570  | 5,137  | 4,535  | 3,851  | 4,012  | [ 1 ] |
| ●中央線 (●京元線) | 降車人員 | 5,913  | 8,037  | 6,935  | 7,889  | 6,084  | 5,663  | 5,230  | 4,618  | 3,846  | 3,986  | [ 1 ] |
| ●中央線 (●京元線) | 乗降人員 | 12,979 | 15,643 | 14,862 | 16,149 | 12,243 | 11,233 | 10,367 | 9,153  | 7,697  | 7,998  | [ 1 ] |
| 路線              | 路線     | 2010年 | 2011年 | 2012年 | 2013年 | 2014年 | 2015年 | 2016年 | 2017年 | 2018年 | 出典   |       |
| 京義・中央線      | 乗車人員 | 4,099  | 4,084  | 4,128  | 4,214  | 4,189  | 4,371  | 4,456  | 4,424  | 4,334  | [ 1 ]  |       |
| 京義・中央線      | 降車人員 | 4,112  | 4,116  | 4,167  | 4,234  | 4,161  | 4,343  | 4,464  | 4,397  | 4,216  | [ 1 ]  |       |
| 京義・中央線      | 乗降人員 | 8,211  | 8,200  | 8,295  | 8,448  | 8,350  | 8,714  | 8,920  | 8,821  | 8,550  | [ 1 ]  |       |

## 駅周辺
- 漢南大橋
- リバートップアパート
- トンウォンべネスト
- ラーメン81番屋

## 隣の駅
韓国鉄道公社　
 京義・中央線　
中央急行　
通過　
龍山急行・緩行　
西氷庫駅 (K112) - 漢南駅 (K113) - 玉水駅 (K114)